# Justin Greger
Justin Greger (31. ledna 1886 Hrušovany – 10. ledna 1940 Praha) byl československý vysokoškolský pedagog, botanik a politik německé národnosti, meziválečný senátor Národního shromáždění ČSR za Sudetoněmeckou stranu (SdP).

## Biografie
Působil jako vysokoškolský učitel a botanik. Byl profesorem německé vysoké školy technické v Praze. Byl členem Burschenschaftu Thessalia Prag. V druhé polovině 30. let zastával i funkci rektora této vysoké školy.
V parlamentních volbách v roce 1935 získal senátorské křeslo v Národním shromáždění. V senátu setrval do roku 1936, kdy rezignoval a místo něj nastoupil Kurt Brass.
Důvodem k rezignaci na poslanecký mandát byl spor uvnitř SdP, kdy proti sobě stáli dva významní funkcionáři, Rudolf Kasper a Walter Brand. Předsedou čestného stranického soudu byl právě Greger, který nesouhlasil s tím, že předseda strany Konrad Henlein se i přes výsledek smírčího řízení postavil za Branda. Podal proto v červenci 1936 rezignaci na členství v SdP.